# Igreja do Carmo de Salvador
A Igreja do Carmo de Salvador é a igreja do convento homônimo, construída para os atos litúrgicos dos religiosos carmelitas, como todo convento ou abadia que tem sua igreja particular.

## História
Sua origem remonta o final do século XVI apesar de ter sido construída no século XVII, no local onde existia um antigo arraial conhecido como "Monte Calvário". Entre seus fundadores estão Frei Damião Cordeiro, Frei Alberto de Santa Maria, Frei Bento da Visitação e Frei Belchior do Espírito Santo. Neste convento residiu o irmão do poeta Gregório de Matos, Frei Eusébio de Matos, e os púlpitos que ele utilizava para fazer seus sermões ainda estão preservados na igreja.
Serviu como Quartel General das forças de resistência durante a Invasão Holandesa (1624 a 1625). Àquela época a cidade era provida de várias portas fortificadas, uma delas, as "Portas do Carmo", o epicentro da resistência. Foi na Igreja do Carmo, dentro da sala onde é a sacristia, que os holandeses se renderam e se retiraram da cidade, em maio de 1625, após serem derrotados por tropas espanholas e portuguesas.
O Convento do Carmo também abrigou a sede do Conselho Geral da Província da Bahia em 1828.
No ano de 1938, foi reconhecida como patrimônio material pelo Instituto do Patrimônio Histórico e Artístico Nacional (Iphan), tendo sido restaurada pela última vez em 1909.
Uns de uso exclusivo dos religiosos, outros de uso público. A Igreja do Carmo de Salvador fica aberta à visitação dos fiéis e turistas. Sua beleza é tão expressiva que os turistas e famosos a procuram sempre para celebrar os sacramentos do matrimônios e batizados, além de bodas e aniversários. É muito procurada também pelos formandos para na sua frente tirarem  fotos para os convites das formaturas.
Encontrava-se em 2017 em estágio precário de conservação, com rebocos das paredes internas caindo e infiltrações.

## Arquitetura
Essa igreja é do estilo barroco e em sua estrutura atual contempla características basicamente por elementos dos séculos XVII e XVIII, embora sua construção tenha sido iniciada ainda em finais do século XVI.
Em sua fachada principal encontram-se três grandes portas, com uma torre sineira à esquerda. Possui uma nave única e no forro do teto existe uma pintura de Nossa Senhora e os Santos Carmelitas. Sua sacristia, em estilo rococó, impressiona pela beleza.
Seus altares foram elaborados em madeira, revestidos com ouro e a mesa do altar principal é feita de prata datada do século XVIII. O piso, a pia batismal e em partes na parede foram feitos de calcário lioz, trazidos de Portugal.
O convento é um dos maiores do mundo, com dois claustros e oitenta celas.